# Kungliga klädkammaren
Kungliga klädkammaren var en avdelning inom Kungliga hovstaterna som kan anses ha grundats 1548 Gustav Vasa med uppgift att ansvara för och vårda de kungliga kläderna. Detta år upprättades en första inventarieförteckning, vilken förutom kläder omfattar rustningar, sadlar, svärd och andra vapen. Kungliga klädkammaren lydde under riksmarskalken, och 1680–1772 under överstehovmarskalken. 
År 1851 sammanfördes Kungliga klädkammaren med Livrustkammaren.